# David Muñoz Bañón
David Muñoz Bañón (Elx, Baix Vinalopó, 9 de juny de 1979) va ser un ciclista valencià, professional del 2001 fins al 2007.

## Palmarès
- 1999
  - Vencedor d'una etapa a la Volta al Bidasoa
  - Vencedor d'una etapa a la Volta a Toledo
  - Vencedor d'una etapa a la Setmana aragonesa
- 2000
  - Vencedor d'una etapa a la Volta al Bidasoa
- 2002
  - Vencedor d'una etapa a la Volta a Portugal
- 2006
  - Vencedor d'una etapa a la Giro del Trentino

### Resultats al Tour de França
- 2003. 139è de la classificació general